# Kurichi
Kurichi es una ciudad y municipio situada en el distrito de Coimbatore en el estado de Tamil Nadu (India). Su población es de 123667 habitantes (2011). Se encuentra a 8 km de Coimbatore.

## Demografía
Según el censo de 2011 la población de Kurichi era de 123667 habitantes, de los cuales 61815 eran hombres y 61852 eran mujeres. Goundampalayam tiene una tasa media de alfabetización del 89,93%, superior a la media estatal del 80,09%: la alfabetización masculina es del 93,82%, y la alfabetización femenina del 86,05%.